# 纪玉杰
纪玉杰（1972年4月19日—），是中国已退役的足球运动员和现任教练，球员时期曾经入选过中国国奥队和施拉普纳时期的中国国家队，职业生涯主要在家乡青岛的球队效力及执教。现任大理锐龙队主教练一职。